# LDODK
LDODK is de korfbalvereniging van Gorredijk en Terwispel (gemeente Opsterland). LDODK staat voor Leer Door Oefening De Korfbalsport.

## Historie
LDODK is een fusieclub die in 1997 ontstaan is uit LDO = Lenig Door Oefening (uit Terwispel) en ODK = Ontspanning Door Korfbal (uit Gorredijk). De vereniging is mede opgericht door oud-hardrijdster en korfbalster Tine van der Weide-de Vries. Met meer dan 400 leden is LDODK een van de grootste verenigingen in District Noord van het Koninklijk Nederlands Korfbal Verbond. De vereniging stopt veel energie in de opleiding van de jeugd.
Tot en met de junioren hebben alle teams de afgelopen jaren meegedraaid in de top van (Noord-)Nederland. In het seizoen 2023-2024 kwam LDODK in de competitie uit met 23 teams.

## Faciliteiten
In de zaal is sportcentrum Kortezwaag de thuishal. Sinds juli 2016 zijn bij sportpark Kortezwaag drie nieuwe kunstgrasvelden geplaatst, waar de thuiswedstrijden op het veld worden gespeeld.

## Korfbal League
In november 2012 maakte LDODK haar debuut in de Korfbal League en kwam daardoor als eerste Friese korfbalclub uit op het hoogste niveau in het Nederlandse zaalkorfbal. De promotie naar de Korfbal League was de kroon op het werk van trainer/coach Gerald Aukes die de selectie in zes jaar tijd van de Eerste klasse naar het hoogste niveau bracht. Aukes vertrok aan het einde van het seizoen 2011-2012 naar landskampioen Koog Zaandijk.
De thuiswedstrijden van de Korfbal League trekken 800-1000 man publiek naar Gorredijk. Ook de sponsoren vinden hun weg naar LDODK. Het topkorfbal heeft geleid tot een bloeiende Business Club. Van 2012-2016 was de plaatselijke Albert Heijn de hoofdsponsor, sinds september 2016 is dat het plaatselijke modehuis Rinsma Modeplein.
Sinds de promotie in 2012 speelt LDODK onafgebroken op het hoogste niveau. Het beste resultaat is een derde plaats.

## Internationals
Talenten van LDODK komen regelmatig uit voor vertegenwoordigende teams. Diverse jeugdleden spelen in de Friese of Noordelijke selecties. Ook in (Talent-)TeamNL Korfbal zijn verschillende LDODK-spelers opgenomen.
| Speler           | Debuut | Tot   | Opmerking   |
| ---------------- | ------ | ----- | ----------- |
| Marjon Visser    | 2013   | 2013  |             |
| Friso Boode      | 2014   | 2016  |             |
| Erwin Zwart      | 2014   | 2019  | Eigen jeugd |
| Marjolijn Kroon  | 2011   | 2019  |             |
| Harjan Visscher  | 2017   | heden |             |
| Femke Faber      | 2021   | 2024  | Eigen jeugd |
| Terrenc Griemink | 2021   | 2024  |             |
| Ran Faber        | 2022   | heden | Eigen jeugd |
| Julian Frieswijk | 2024   | heden |             |
| Marije Visser    | 2025   | heden |             |
| Sabine Verhoef   | 2025   | heden |             |

## Pjuktoernooi
Pjukken is een Friese term voor het bij veel clubs bekende tienen (ook wel prikken of koppelschieten genoemd). Het is een bepaalde trainingsvorm van korfbal, waarbij twee koppels het tegen elkaar opnemen. Hierbij staan twee korven op een bepaalde afstand van elkaar en wordt er om en om geschoten. Soms gaat dit op tijd, soms gaat dit om de totaalscore.
Het Pjuktoernooi, georganiseerd door LDODK, is de grootste in zijn soort. Dit geldt zowel op het gebied van deelnemers (een record van 240 koppels in 2004) als op het gebied van prijzengeld (het totale prijzengeld 2007 was € 1850,-). Door toename van soortgelijke toernooien wordt de laatste jaren echter een maximum van 100 koppels gehanteerd. Op het Pjuktoernooi wordt er eerst tweemaal in poule-vorm gespeeld, waarna er over wordt gegaan naar de finale-rondes. Er zijn in totaal 5 finalerondes, wat neerkomt op een totaal van 7 rondes. De korven staan 6,75 meter uit elkaar en er wordt 10 minuten lang om en om geschoten.